# Bertha Lutz

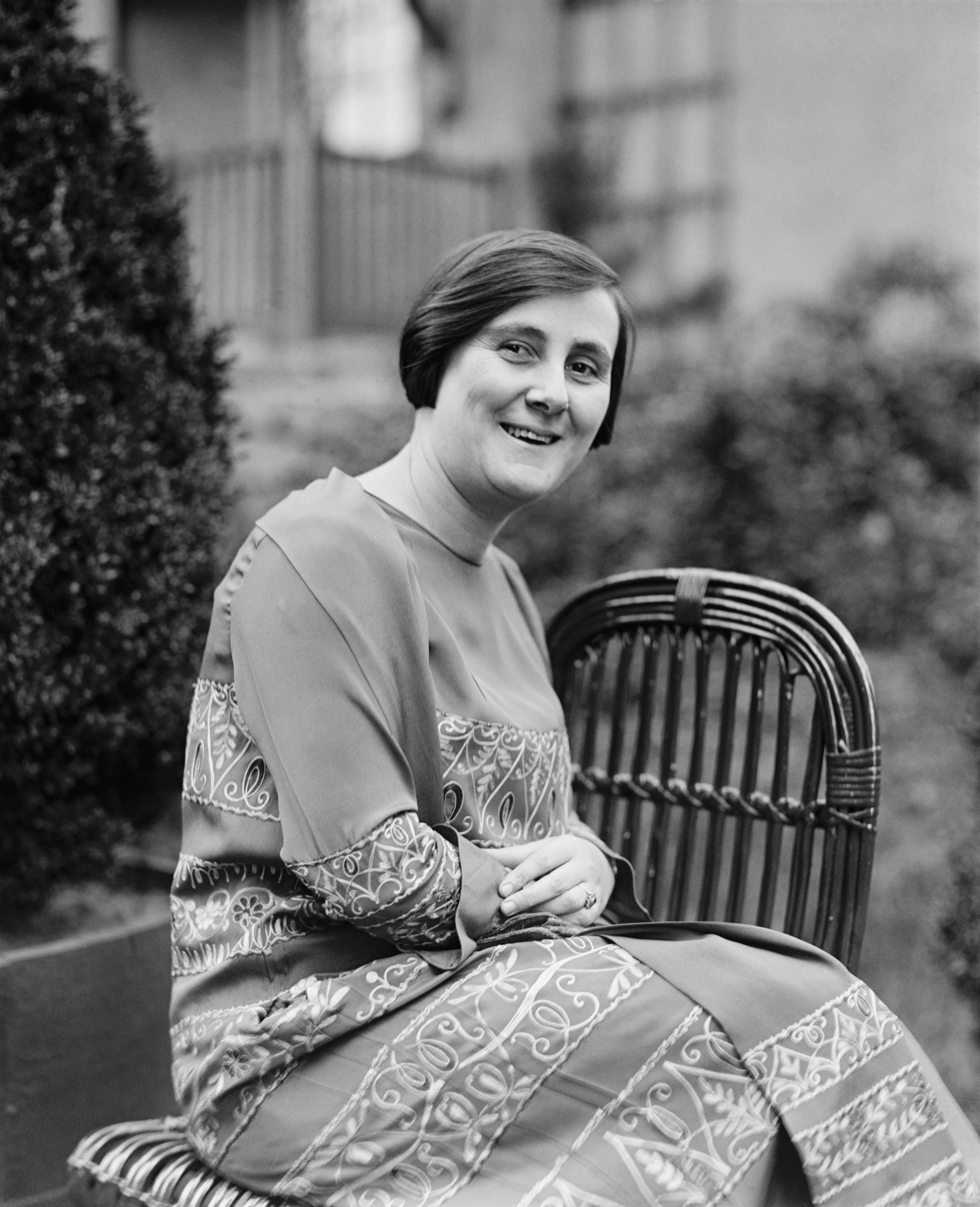
Photographie von Bertha Lutz aus dem Jahr 1925

Bertha Maria Júlia Lutz (* 2. August 1894 in São Paulo; † 16. September 1976 in Rio de Janeiro) war eine brasilianische Herpetologin und Frauenrechtsaktivistin.

## Leben und Wirken
Lutz war die Tochter des renommierten brasilianischen Mediziners und Biologen Adolfo Lutz (1855–1940). Bereits in ihrer Kindheit zeigte sie Interesse an Fröschen, während sie ihren Vater auf seinen Sammelexkursionen begleitete. Ihre professionelle Arbeit als Herpetologin begann jedoch erst, als sie das Alter von 40 Jahren bereits überschritten hatte. Sie studierte Wissenschaften an der Sorbonne in Paris und an der Universidade Federal do Rio de Janeiro. Letzteres Studium war Teil ihrer Vorbereitung zur rechtlichen Unterstützung der Frauenbewegung in Brasilien, mit der sich Lutz bereits in ihrer Jugend verbunden gefühlt hatte. 1913 schrieb sie sich für einen Monat am Leipziger Konservatorium ein und erhielt Unterricht von Emil Paul (Theorie) und Amadeus Nestler (Klavier). 1922 war sie Mitbegründerin der ersten brasilianischen Frauenrechtsorganisation und wurde im selben Jahr Delegierte bei der 1. Panamerikanischen Konferenz der Federação Brasileira pelo Progresso Feminino, was ihr 1932 die Mitgliedschaft in der Vorbereitungs-Kommission für eine neue brasilianische Verfassung ermöglichte, in der 1933 das Frauenwahlrecht festgeschrieben wurde. Zuvor wurde Lutz zur Sekretärin des Museu Nacional in Rio de Janeiro ernannt, wo sie 1931 die Leitung der naturgeschichtlichen Abteilung übernahm. Trotz ihrer formalen Arbeit als Naturforscherin setzte sie ihr politisches Engagement fort. Dazu gehörte 1945 ihre Mitgliedschaft in der brasilianischen Delegation bei der Konferenz von San Francisco, wo die Vereinten Nationen gegründet wurden. Mit Minerva Bernardino aus der dominikanischen Republik, Virginia Gildersleeve aus den USA und Wu Yi Fang aus China war sie eine von nur 4 Frauen neben 156 Männern, die die UN-Charta unterzeichnete. 1974 war sie brasilianische Repräsentantin bei der Inter-Amerikanischen Frauenkommission (CIM) in Washington, D.C.
Die herpetologische Arbeit von Bertha Lutz begann als Assistentin ihres Vaters, der nebenberuflich Frösche studierte. Ihre ersten herpetologischen Abhandlungen veröffentlichte sie zwischen 1938 und 1938 gemeinsam mit ihrem Vater. Nach dem Tod von Adolfo Lutz im Jahr 1940 setzte Bertha Lutz seine Arbeit über die Monografierung der Frösche Brasiliens fort. Dies resultierte in einer langen Reihe von wissenschaftlichen Artikeln, die bis 1977 veröffentlicht wurden. Insbesondere wurden die Systematik, die Lebensweise, die Entwicklung und das Verhalten von Arten aus der Familie der Laubfrösche (Hylidae) behandelt. Eine nummerierte Reihe von acht Titeln, die zwischen 1949 und 1952 veröffentlicht wurden, beschreibt Frösche aus der Sammlung ihres Vaters im Instituto Oswaldo Cruz. 1973 erschien ihr Standardwerk Brazilian Species of Hyla, basierend auf den Notizen ihres Vaters und ihren eigenen. Die Photos in diesem Buch stammen von ihrem Bruder Gualter A. Lutz. Geplante Bände, in denen weitere Laubfroschgattungen behandelt und von ihrem Vater angefertigte Aquarelle von Fröschen veröffentlicht werden sollten, wurden nie verwirklicht.

## Dedikationsnamen und Würdigungen
Nach Bertha Lutz sind mehrere brasilianische Froschlurche benannt, darunter Dendrophryniscus berthalutzae, Hyla berthalutzae, Scinax berthae, Cycloramphus lutzorum, Crossodactylus lutzorum, Scinax lutzorum und Megaelosia lutzae. 2021 wurde die Ceratosauria-Gattung Berthasaura nach ihr benannt.
Sie ist Namensgeberin des vom Bundessenat Brasiliens seit 2002 verliehenen Diploma Bertha Lutz, das an verdiente Frauenrechtlerinnen und Feministinnen vergeben wird.